# Dziwna

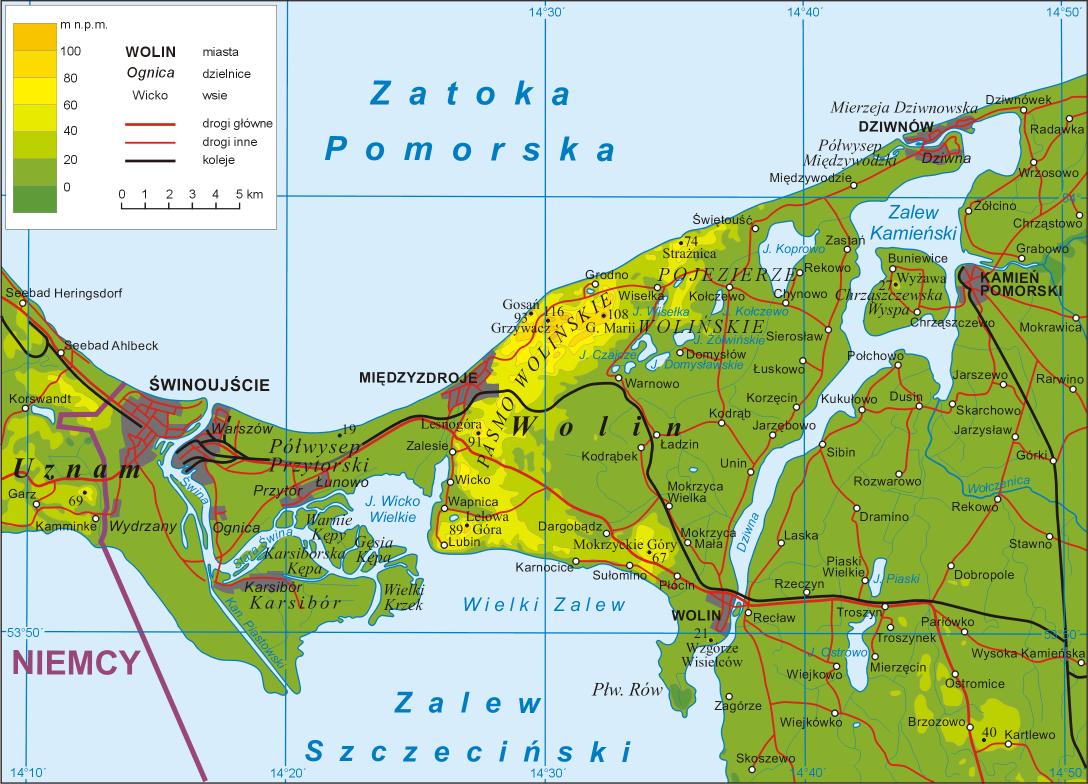
bản đồ của Dziwna (phải) và khu vực của nó

Dziwna (tiếng Đức: Dievenow) là một kênh của sông Oder ở phía tây bắc Ba Lan, một trong ba eo biển nối liền đầm Oder với vịnh Pomerania của biển Baltic. Nó ngăn cách đảo Wolin với phần còn lại của lục địa Ba Lan. Hai kênh còn lại là Świna và Peene.
Có chiều dài khoảng 32 km, Dziwna hình thành ở cực đông của đầm Szczecin gần thị trấn Zagórze, hạt Kamień. Chảy về phía bắc, nó đi qua thị trấn Wolin và sau đó mở rộng và hình thành một số tính năng được kết nối. Hướng về phía tây kênh chính của Dziwna tạo thành đầm Kamieński lớn (tiếng Ba Lan: Zalew Kamieński). Ở phía đông, một kênh bên phát triển thành Zatoka Cicha (Vịnh yên tĩnh, được gọi là Die Maad trước năm 1949), chảy về phía bắc qua eo biển Promna khi nó tiếp cận thành phố Kamień Pomorski, sau đó gặp lại đầm Kamieński. Giữa hai kênh này là hòn đảo nông nghiệp nhỏ Chrząszczewo được kết nối với Kamień Pomorski bằng một cây cầu.
Đầm Kamieński đã cải tạo thành Zatoka Wrzosowska (Vịnh Wrzosowska) được xác định rõ, sau đó chảy qua thành phố ven biển Dziwnów chỉ vài km khi Dziwna một lần nữa trước khi đến Vịnh Pomerania. 